# Metastenasellus leysi
Metastenasellus leysi là một loài chân đều trong họ Stenasellidae. Loài này được Magniez miêu tả khoa học năm 1986.